# Lunda-rijk
Het Lunda-rijk, ook wel het Koninkrijk Lunda genoemd, was een confederatie van staten in het gebied dat nu de Democratische Republiek Congo, noordoostelijk Angola en noordwestelijk Zambia beslaat. Het centrale machtsgebied bevond zich in Katanga.

## Oorsprong
Aanvankelijk bestond de kern van wat later de Lunda-confederatie zou worden uit een commune genaamd N'Gaange in de kiLunda-taal (kiyaka-kipunu). Deze werd geregeerd door een monarch met de titel Mwane-a-N'Gaange. Een van deze heersers, Ilunga Tshibinda, was afkomstig uit het Koninkrijk Luba, waar zijn broer regeerde. Hij trouwde met een koninklijke vrouw uit een zuidelijker gelegen natie. Hun zoon werd de eerste opperheerser van de Lunda en creëerde rond 1665 de titel Mwane-a-Yamvu.
Volgens andere bronnen was de eerste goed gedocumenteerde heerser van Lunda Nawej, die rond 1695 aan de macht kwam. Zijn vader zou afkomstig zijn geweest uit Kalundwe, een Luba-taalsprekende staat. Hoeveel van de overleveringen over het koninkrijk vóór Nawej historisch accuraat zijn, is echter onduidelijk. Volgens de traditie creëerde Nawej de functie van koningin-moeder, de Rukonkesh, die een belangrijke rol speelde bij de opvolgingsbepaling. Daarnaast stelde hij de titel Swan Mulond in, die hij aan zijn moeder Ruwej gaf, en de titel Swan Mulop voor de troonopvolger. Deze titels worden echter pas direct vermeld in bronnen uit het begin van de 19e eeuw.
In het Lunda-rijk werd een systeem van eeuwigdurende koningschap gehanteerd, waarbij de koning zijn voorganger symbolisch 'werd' door diens naam, verwantschappen en verantwoordelijkheden over te nemen. Het koninklijke centrum van het rijk, de musumba, diende als hof van de heerser en was omgeven door een gracht en aarden wallen. Binnen de musumba bevonden zich verharde wegen, binnenplaatsen en speciale ruimtes voor rituelen.

## Uitbreiding
Lunda ontstond in een gebied waar traditionele landbouw en een vaste nederzetting voornamelijk in rivierdalgebieden voorkwamen. Net ten noorden hiervan lag een regio waar ook de gebieden tussen de rivieren bewoonbaar waren. In zijn vroege geschiedenis had Lunda vooral conflicten met de Luba-sprekende volkeren die stroomafwaarts en dus ten noorden van hen leefden. Deze volkeren worden soms aangeduid met namen als Sala Mpusa of Kete, wat de indruk wekt dat ze georganiseerde staten waren. In werkelijkheid bestonden ze echter uit losse confederaties met wisselende allianties.
Daarnaast stond Lunda al vroeg tegenover het Koninkrijk Kanyok, dat ten noordwesten lag. Dit was eveneens een Luba-sprekend rijk, maar aanzienlijk groter dan de diverse bevolkingsgroepen binnen Kete en Sala Mpusa. De eerste grote militaire campagne van Nawej was gericht tegen Sala Mpusa. Volgens overleveringen bouwde hij een belangrijke vesting in hun gebied, maar slaagde er in dit stadium niet in om hen volledig onder controle te krijgen.
Nawej trok zijn troepen terug uit Sala Mpusa als reactie op een invasie van zijn eigen territorium door het Koninkrijk Kanyok. Tijdens deze aanval werd Nawej gedood en vestigden de Kanyok-strijdkrachten een fort binnen het Lunda-gebied. De volgende heerser, Muland, die werd verkozen door de leiders van de staat, wist uiteindelijk de Kanyok-troepen te verdrijven en de controle over het gebied te herstellen.

## Hoogtepunt
Tegen 1680 controleerde het Lunda-koninkrijk een gebied van ongeveer 150.000 km². Op het hoogtepunt in de 19e eeuw was het grondgebied verdubbeld tot ongeveer 300.000 km². De Mwane-a-Yamvo van Lunda verwierf aanzienlijke militaire macht vanuit hun machtsbasis, die 175.000 inwoners telde. Naast hun numerieke kracht kregen ze militaire adviseurs uit de islamitische handelssteden Nyangwe en Kabambare, evenals enkele gedateerde wapens. Door huwelijken met afstammelingen van de Luba-koningen verkregen ze ook politieke allianties.
Dankzij deze militaire en politieke invloed konden de Lunda andere gebieden en stammen veroveren en koloniseren, waardoor hun rijk zich uitbreidde door zuidwest-Katanga naar Angola en noordwestelijk Zambia, en oostwaarts door Katanga tot in de huidige Luapula-provincie van Zambia. Het koninkrijk evolueerde tot een confederatie van verschillende stamhoofschappen, die een zekere mate van autonomie genoten zolang ze tribuut betaalden. De Mwata Yamvo fungeerde als opperheerser, bijgestaan door een regeringsraad die was gebaseerd op het Luba-model.
De militaire kracht van Lunda stelde hen in staat om andere gebieden te veroveren, vooral in het oosten. In de 18e eeuw vonden grootschalige migraties plaats, onder andere naar het gebied ten zuiden van het Tanganyikameer. De Bemba-bevolking in Noord-Zambia stamt af van Luba-migranten die zich vanaf de 17e eeuw in Zambia vestigden. Tegelijkertijd vestigde een Lunda-leider en krijger, Mwata Kazembe, een oostelijk Lunda-koninkrijk in de vallei van de Luapula-rivier.

## Einde
Het koninkrijk Lunda kwam in de 19e eeuw ten einde toen het werd binnengevallen door de Chokwe, die waren bewapend met vuurwapens. De Chokwe vestigden vervolgens hun eigen koninkrijk, waarin hun taal en gebruiken de overhand kregen. Hoewel Lunda-leiders en hun volk in het kerngebied bleven wonen, verloor hun macht aanzienlijk aan invloed.
Bij het begin van het koloniale tijdperk in 1884 werd het Lunda-gebied opgedeeld tussen Portugees Angola, de Onafhankelijke Congostaat en het Britse Noordwest-Rhodesië—gebieden die later respectievelijk Angola, de Democratische Republiek Congo en Zambia werden.
In Noord-Rhodesië werden de Lunda-groepen geleid door twee prominente chiefs: Ishindi en Kazembe Kazembi. Ishindi vestigde zijn koninkrijk in het noordwesten van het land, terwijl Kazembe zich in het noordoosten vestigde. Ishindi was de eerstgeborene van Mwanta Yamvo, terwijl Kazembe tot koning werd benoemd als beloning voor zijn loyaliteit aan Mwanta Yamvo.

## Verder lezen
- Project Kunst en Leven in Afrika, School voor Kunst en Kunstgeschiedenis van de Universiteit van Iowa: "Lunda-informatie." 03 nov. 1998.
- Pogge, Im Reich des Muata Jamwo (Berl. 1880);
- Buchner, Das Reich des Muata Jamwo (in "Deutsche Geographische Blätter", Brem. 1883

Koninkrijk Kongo ·
Koninkrijk Kakongo ·
Koninkrijk Soyo ·
Koninkrijk Loango ·
Sultanaat Utetera · 
Koninkrijk Yeke · 
Koninkrijk Boma · 
Mwene Muji · 
Lunda-rijk · 
Koninkrijk Kuba ·
Luba-rijk ·
Koninkrijk Kanyok ·
Koninkrijk Kalundwe ·
Koninkrijk Chokwe ·
Koninkrijk Teke ·
Koninkrijk Lele ·
Koninkrijk Suku ·
Koninkrijk Yaka ·
Koninkrijk Azende ·
Koninkrijk Mbunda ·
Koninkrijk Ngoyo ·
Koninkrijk Mbuun ·
Koninkrijk Bozanga ·
Koninkrijk Pende ·
Ngbandi staten ·
Nsapo-staten ·
Mongo-staten ·
Koninkrijk Vungu ·
Koninkrijk Ndongo ·
Geconfedereerde Staten van Mpemba ·
Zeven koninkrijken van Kongo dia Nlaza ·
Koninkrijk Mpemba Kasi ·
Koninkrijk Vunda ·
Koninkrijk Mbata ·
Koninkrijk Mpangala ·
Koninkrijk Nsundi ·
Koninkrijk Mpangu ·
Koninkrijk Kundi ·
Koninkrijk Okanga ·
Koninkrijk Matamba ·
Koninkrijk Kasanje